# Pädagogische Hochschule Luzern
Die Pädagogische Hochschule Luzern entstand aus der Pädagogischen Hochschule Zentralschweiz (PHZ) und wird seit dem 1. August 2013 vom Kanton Luzern getragen. Als grösste der drei ehemaligen Teilschulen nahm sie im Herbst 2003 ihren Betrieb auf und bildet heute rund 2300 Studierende aus (Stand Mitte 2019). Rund 9300 Lehrpersonen besuchen jährlich das Weiterbildungsangebot.
Nebst der Ausbildung erfüllt die Hochschule einen erweiterten Leistungsauftrag in den Bereichen Weiterbildung, Forschung und Entwicklung und Dienstleistungen.

## Ausbildung
Das Angebot umfasst einen Bachelor- oder Masterabschluss.
Nach einem stufenübergreifenden Grundjahr können folgende Studiengänge gewählt werden:
- Bachelor-Studiengang Kindergarten/Unterstufe (KU)
- Bachelor-Studiengang Primarstufe (PS)
- Master-Studiengang Sekundarstufe I (SEK I)

Im Bereich Anschlussstudien existieren folgende Angebote:
- Master-Studiengang Schulische Heilpädagogik (HP)
- Lehrdiplom Sekundarstufe II (Deutsch, Englisch, Französisch, Geographie, Geschichte, Mathematik, Pädagogik/Psychologie, Philosophie und Sport) (SEK II)
- Master-Studiengang Geschichtsdidaktik und öffentliche Geschichtsvermittlung (in Zusammenarbeit mit der Universität Freiburg, der Universität Luzern, der Universität Basel, der Haute École Pédagogique Vaud, der Pädagogischen Hochschule der Fachhochschule Nordwest und der Pädagogischen Hochschule St. Gallen)
- Master-Studiengang in Fachdidaktik Natur, Mensch, Gesellschaft und Nachhaltige Entwicklung (in Zusammenarbeit mit der Pädagogischen Hochschule Bern und dem Centre for Developement and Environment (CDE) der Universität Bern)
- Master-Studiengang Fachdidaktik Medien und Informatik (in Zusammenarbeit mit der Pädagogischen Hochschule Schwyz, der Universität Zürich und der Hochschule Luzern)

## Weiterbildung
Das Weiterbildungsprogramm ermöglicht es Lehrern, Schulleitern sowie andern Bildungsfachleuten ihre fachlichen, didaktischen, sozialen und persönlichen Kompetenzen zu vertiefen und zu erweitern. Hauptauftraggeber für die Weiterbildungskurse ist der Kanton Luzern als verantwortlicher übergeordneter Schulträger. Aktuelle Weiterbildungskurse sind eine wichtige Voraussetzung, um schulische Innovationen (z. B. Lehrplan 21) umzusetzen und die Qualität der Schul- und Lehrleistungen konstant hoch zu halten.
Die PH Luzern bietet nebst den Weiterbildungskursen auch Weiterbildungsstudiengänge (CAS, DAS, MAS) sowie EDK-anerkannte Zusatzausbildungen (ZA) für Lehrpersonen und Schulleitungen aller Stufen, Führungskräfte, Trainer/Coaches und weitere Spezialisten im Bildungsbereich an. Inhalte, Form und Umfang der Angebote richten sich nach dem Bedarf der öffentlichen Schulen sowie nach den Bedürfnissen der verschiedenen Zielgruppen aus.

## Forschung und Entwicklung
Die vier Forschungsinstitute dienen der Erweiterung des Wissens und der Verbesserung der Methoden rund ums Lehren und Lernen. Sie arbeiten im Auftrag öffentlicher und privater Institutionen. Sie sind eng mit der Lehre der PH Luzern verbunden und ermöglichen den Studierenden die Mitwirkung in Projekten.

### Institut für Professions- und Unterrichtsforschung (IPU)
Mit Fokus auf Bildungs- und Erziehungsprozesse im und durch Unterricht behandeln die Forschungs- und Entwicklungsprojekte des IPU Fragen zur Kompetenzentwicklung in der Aus- und Weiterbildung der Lehrpersonen. (Video-)Analysen von Unterricht ermöglichen Einblicke in das komplexe Interaktionsgeschehen und generieren Wissen über Unterrichtsrealitäten und deren Lernwirksamkeit.

### Institut für Schule und Heterogenität (ISH)
Das ISH setzt sich auseinander mit Fragen, die dort auftauchen, wo die Verschiedenheit von Schülern zu einer zentralen Herausforderung für Schule und Unterricht
wird.

### Institut für Geschichtsdidaktik und Erinnerungskulturen
Das Institut für Geschichtsdidaktik und Erinnerungskulturen (IGE) der Pädagogischen Hochschule Luzern beobachtet, erforscht und dokumentiert den Umgang von Menschen mit dem Universum des Historischen.

### Institut für Fachdidaktik Natur, Mensch, Gesellschaft
Das IF NMG zeichnet sich durch drei perspektivische Schwerpunkte aus: Die Didaktik des geographischen Unterrichts, Didaktik des geistes- und sozialwissenschaftlichen Unterrichts und Didaktik des natur- und technikwissenschaftlichen Unterrichts. Die drei interperspektivischen Forschungsgruppen sind Didaktik des inter- und transdisziplinären Unterrichts, Lernmaterialien und Schulbuchforschung (inkl. Lernlabor) und Didaktik ausserschulischer Lernorte.

### Forschungs- und Entwicklungsgruppe Sprachen und Schrift
Die Forschungs- und Entwicklungsgruppe Sprachen und Schrift untersucht die Prozesse des Lehrens und Lernens von Schulsprache und Fremdsprachen sowie des Schrifterwerbs in der Schule und entwickelt Tools, die diese Prozesse unterstützen.

### Forschungsgruppe Bewegung und Sport
Die Forschungsgruppe Bewegung und Sport untersucht die Lehr- und Lernprozesse im Zusammenhang mit dem Fach Bewegung und Sport in der Schule und entwickelt Tools, die diese Prozesse unterstützen.

## Dienstleistungen
Die PH Luzern bietet ein breitgefächertes Angebot an Dienstleistungen zur Optimierung von Bildungsprozessen. Diese Dienstleistungen
– sie umfassen Informations-, Dokumentations- und Beratungsangebote für Studierende, Lehrer, Schulleitungen und Behörden, aber auch für weitere interessierte Kreise –
machen das an der PH Luzern geschaffene und vermittelte Wissen so für eine breite Öffentlichkeit nutzbar.
Die Dienstleistungen umfassen:
- Pädagogisches Medienzentrum
- Zentrum Medienbildung
- Zentrum Theaterpädagogik
- Zentrum Menschenrechtsbildung
- Zentrum Impulse für Projektunterricht und Projektmanagement
- Psychologische Beratungsstelle
- Fachberatungen
- Stelle für Tagungs-, Event- und Publikationsmanagement[4][9]